# Ярдымлы (метеорит)
Ярдымлы (Iardymly) — железный метеорит весом 152 560 гр.
Синонимы:
- Арус (Aroos);
- Ярдымлинский (Iardymlinskii);
- (Jardyrnlinsky); (Iardymiinskij); (Yardymimskii); (Iardyrnii); (Yardyrnly).

Выпал в виде метеоритного дождя в Ярдымлинском районе Азербайджана 24 ноября 1959 года в 7 часов 05 минут. Собрано 6 фрагментов общим весом 152,56 кг.